# Non me ne importa niente
Non me ne importa niente è un brano musicale interpretato  dal Trio Lescano, con l'accompagnamento dell'Orchestra Cetra diretta dal Maestro Pippo Barzizza.
Si tratta di un fox-trot di Alberto Lao Schor con testo di Mario Bonavita in arte Marf, del 1938.